# 青柳翔
青柳 翔（あおやぎ しょう、1985年4月12日 - ）は、日本の俳優、歌手。劇団EXILEのメンバー。
北海道札幌市出身。LDH JAPAN所属。

## 略歴
専門学校札幌ビジュアルアーツに通う。バンドを結成し、ボーカルを担当していた。
2006年、「VOCAL BATTLE AUDITION」に参加。2次審査で落選するも、事務所からEXPGに通ってみないかと誘われ札幌校に通う。歌、ダンス、芝居のレッスンを続ける中で俳優に興味を持ち、22歳の時に上京した。
2009年1月、舞台『あたっくNo.1』で俳優デビュー。同年8月、劇団EXILE華組のメンバーとなる。
2016年6月15日、アルバム『HiGH&LOW ORIGINAL BEST ALBUM』収録曲の「Maria」で歌手デビュー。HIROからの提案を受け、歌手デビューに至った。

## 人物
- 兄が2人いる[5]。
- 小学3年から中学3年までサッカーをしていた[5][8]。ポジションはゴールキーパーで、小中学生時代には札幌選抜にも選ばれた[8]。
- EXILEのSHOKICHI、歌手の佐藤広大は地元の知り合いであった[5]。
- 劇団EXILEおよびDOBERMAN INFINITYのSWAYは同じ専門学校に通っていた。専攻も学年も違ったため交流はなかったが、互いの存在は認識していたという[10]。

## 出演

### テレビドラマ
- 新・美味しんぼ3 海原雄山VS究極七人のサムライ（2009年11月14日、フジテレビ）
- LADY〜最後の犯罪プロファイル〜（2011年1月 - 3月、TBS） - 三沢秋好 役
- ろくでなしBLUES（2011年7月 - 9月、日本テレビ） - 主演・前田太尊 役
- 私が恋愛できない理由（2011年11月 - 12月、フジテレビ） - 榎本信司 役
- 祝女 シーズン3「恋のキューピット」「元カレ」（2012年1月28日・2月25日、NHK総合）- ゲスト出演
- クローバー（2012年4月 - 6月、テレビ東京） - 赤井一太 役
- 黄昏流星群〜星降るホテル〜（2012年6月26日、関西テレビ・フジテレビ） - 中野 役
- 結婚しない（2012年10月 - 12月、フジテレビ） - 橘陽一郎 役
- あぽやん〜走る国際空港（2013年1月 - 3月、TBS） - 須永俊和 役
- 雲の階段（2013年4月 - 6月、日本テレビ） - 野上雅樹 役
- 死刑台の72時間（2013年11月 - 12月、NHK BSプレミアム） - 二階堂聖 役
- 下町ボブスレー[11]（2014年3月、NHK BSプレミアム） - 主演・矢島健太郎 役
- 磁石男（2014年6月13日、日本テレビ） - 進藤辰之助 役
  - 磁石男2015（2015年9月18日）
- ゼロの真実〜監察医・松本真央〜（2014年7月 - 9月、テレビ朝日） - 児玉吉人 役
- アウトバーン マル暴の女刑事・八神瑛子（2014年8月9日、フジテレビ） - 井沢悟 役
- 聖女（2014年8月 - 10月、NHK総合） - 中村克樹 役
- ファーストクラス（第2期）（2014年10月 - 12月、フジテレビ） - 間宮充 役
- ああ、ラブホテル 第3話「第五夜」（2015年1月25日、WOWOW） - 雅也 役
- 美しき罠〜残花繚乱〜（2015年1月 - 3月、TBS） - 落合圭一 役
- ワイルド・ヒーローズ（2015年4月 - 6月、日本テレビ） - 三木洸介 (ミッキー) 役
- アンフェア the special ダブル・ミーニング 連鎖（2015年9月15日、関西テレビ・フジテレビ） - 刈谷将 役
- HiGH&LOW〜THE STORY OF S.W.O.R.D.〜（2015年10月 - 12月、日本テレビ） - 九十九 役
  - HiGH&LOW Season2（2016年4月 - 6月）
- 連続ドラマW（WOWOW）
  - きんぴか（2016年2月 - 3月） - 福島克也 役[12]
  - 悪党 〜加害者追跡調査〜（2019年5月 - 6月） - 坂上洋一 役 [13]
- 漱石悶々 夏目漱石最後の恋 京都祇園の二十九日間（2016年12月10日、NHK BSプレミアム） - 加賀正太郎 役
- 下北沢ダイハード 第8話「彼女が風俗嬢になった男」（2017年9月8日、テレビ東京） - 田川のりお 役
- 明日の約束（2017年10月 - 12月、関西テレビ） - 小嶋修平 役
- 目玉焼きの黄身 いつつぶす?（2017年11月、MBS） - 主演・田宮丸二郎 役
- ドラマW 食い逃げキラー（2018年3月21日、WOWOW） - 主演・川谷省吾 役[14]
- 東京センチメンタルSP 〜御茶ノ水の恋〜（2018年3月30日、テレビ東京） - 増田慎之介 役
- グッド・バイ 最終話（2018年9月30日、テレビ大阪・BSジャパン）[15]
- 主婦カツ!（2018年10月 - 11月、NHK BSプレミアム） - 倉木洋輔 役
- あなたには渡さない（2018年11月 - 12月、テレビ朝日） - 矢場俊介 役
- プラスティック・スマイル（2018年11月21日、NHK BSプレミアム） - 望月翔 役
- 13（2020年8月、東海テレビ・フジテレビ） - 永井敏彦 役
- 私の夫は冷凍庫に眠っている（2021年4月 - 5月、テレビ東京） - 唐沢幸介 役
- シェフは名探偵 第4話（2021年6月28日、テレビ東京） - 南野謙介 役
- 生きて、ふたたび 保護司・深谷善輔（2021年11月28日 - 2022年1月23日、NHK BSプレミアム・NHK BS4K）
- アクターズ・ショート・フィルム2「いくえにも。」（2022年2月6日、WOWOWプライム）[16][17]
- Get Ready! 第4話（2023年1月29日、TBS） - 倉木恵一郎 役[18]
- NHKスペシャル 南海トラフ巨大地震（2023年3月4日、NHK総合） - 鬼塚広海 役[19]
- 日本統一 関東編（2023年4月 - 6月、日本テレビ） - 島拓也 役[20]
- なにわの晩さん! 美味しい美味しい走り飯 最終話（2023年4月23日、朝日放送テレビ） - 榊田祐太郎 役[21]
- 波よ聞いてくれ 第3話（2023年5月5日、テレビ朝日） - 鶴田竜也 役[22]
- CODE-願いの代償- 第1話 - 第7話（2023年7月2日 - 8月13日、読売テレビ・日本テレビ） - 甲斐篤志 役[23]
- 晩酌の流儀2 第1話（2023年7月7日、テレビ東京） - 高見沢 役[24]
- 仮想儀礼（2023年12月3日 - 2024年2月11日、NHK BS・NHK BSプレミアム4K） - 主演・鈴木正彦 役（大東駿介とダブル主演）[25]
- 連続テレビ小説 あんぱん 第91回（2025年8月4日、NHK） - 大根 役[26]
- あおぞらビール 第29話 - 第32話（2025年8月4日 - 8月7日、NHK総合） - 羽生 役[27]
- DOCTOR PRICE 第7話（2025年8月24日、日本テレビ） - 日和一路 役[28]

### 映画
- ふたたび swing me again（2010年） - 貴島健三郎の青年期 役
- メンゲキ!（2012年） - 主演・本郷晋之介 役[29]
- 今日、恋をはじめます（2012年） - 花野井博 役
- 渾身 KON-SHIN（2013年） - 主演・坂本英明 役
- ユダ（2013年） - 大野 役[30]
- サンゴレンジャー（2013年） - 主演・矢島隆 役
- 東京難民（2014年） - 順矢 役
- 呪怨 -終わりの始まり-（2014年） - 宮越直人 役
- 摂氏100℃の微熱（2015年） - 五十嵐陸 役
- 極道大戦争（2015年） - 安粕昭二 役[31]
- ROAD TO HiGH&LOW （2016年） - 九十九 役
  - HiGH&LOW THE MOVIE（2016年）
  - HiGH&LOW THE MOVIE 2 / END OF SKY（2017年）
  - HiGH&LOW THE MOVIE 3 / FINAL MISSION（2017年）
- たたら侍（2017年） - 主演・伍介 役
- Mr.Long/ミスター・ロン（2017年） - 賢次 役[32]
- jam（2018年） - 主演・横山田ヒロシ 役
- 孤狼の血 LEVEL2（2021年） - 神原憲一 役
- ALIVEHOON アライブフーン（2022年）[33]
- てぃだ いつか太陽の下を歩きたい（2022年） - 立花浩司 役[34]
- セフレの品格 初恋（2023年） - 主演・北田一樹 役（行平あい佳とW主演）[35]
  - セフレの品格 決意（2023年）[35]
- 孤独な楽園（2024年） - 津島耀 役[36]
- オアシス（2024年） - 菅原タケル 役[37]
- 1%er ワンパーセンター（2024年） - 竹之内 役[38][39][40]
- かくかくしかじか（2025年）[41]
- BADBOYS -THE MOVIE-（2025年） - 村越 役[42]
- 法廷の死神 第1章（2025年） - 戸田幸次 役[43]
  - 法廷の死神 第2章（2025年）[43]
- スペシャルズ（2026年） - シン 役[44]

### 短編映画
- ウタモノガタリ -CINEMA FIGHTERS project-「Our Birthday」（2018年） - 主演・戸倉奏 役
- OFFICE AUGUSTA presents SHORT FILM「ボクと君」（2020年） - 主演・森谷純平 役[45]
  - 第一話「One more time, One more chance」
  - 第四話「海月」

### 舞台
- 劇団方南ぐみ「あたっくNo.1」（2009年1月） - 古瀬繁道中尉 役
- 304（2009年8月 - 9月） - 主演・松崎 役
- 劇団EXILE華組 旗揚げ公演「ユーバエ8号」（2009年11月） - 山岸 役
- 劇団EXILE華組 第二回公演「六惡党」（2010年4月） - 結城敬介 役
- 劇団EXILE華組 第三回公演「KILL THE BLACK」（2010年6月） - アダチミツオ 役
- 劇団EXILE華組×風組合同公演「ろくでなしBLUES」（2010年12月） - 前田太尊 役
- 劇団EXILE W-IMPACT「レッドクリフ 〜愛〜」（2011年8月） - 叔材 役
- 十三人の刺客（2012年8月） - 木賀小弥太 役[46]
- 朗読劇「緋色の研究」（2012年9月30日） - シャーロック・ホームズ 役
- 劇団EXILE公演「あたっくNo.1」（2013年8月 - 9月） - 寺内中尉 役
- 劇団EXILE あたっくNo.1スピンオフ朗読劇「眉毛一族の陰謀」（2014年4月19日）
- 方南ぐみ企画公演朗読劇「逢いたくて…」（2016年5月11日、13日）
- MONSTER MATES（2019年2月 - 3月） - 坂上寛人 役
- ハムレット（2019年5月 - 6月） - レア―ティーズ 役
- 勇者のために鐘は鳴る（2020年1月 - 2月） - 魔王 役[47]
- BOOK ACT「芸人交換日記」（2020年2月）[48]
- こまつ座 第133回公演「人間合格」（2020年7月 - 8月） - 太宰治 役
- 三十郎大活劇（2022年4月） - 主演・紅三十郎 役[49]
- BOOK ACT 2023 NEW YEAR SPECIAL「僕らは人生で一回だけ魔法が使える」（2023年1月）[50]
- COCOON PRODUCTION 2023「ガラパコスパコス〜進化してんのかしてないのか〜」（2023年9月）[51]
- 音楽劇「A BETTER TOMORROW -男たちの挽歌-」（2024年6月 - 7月） - ホー 役[52]

### 配信ドラマ
- 係長 青島俊作 2 事件はまたまた取調室で起きている!（2012年8月 - 9月、NOTTV） - 羽賀琢也 役
- 午前3時の無法地帯（2013年3月 - 4月、BeeTV・dビデオ） - 輪嶋 役[53]
- 目玉焼きの黄身いつつぶす? #0（2017年10月10日、GYAO!） - 田宮丸二郎 役[54]
- 紺田照の合法レシピ（2018年3月 - 4月、Amazon Prime Video） - 狼須武蔵 役[55]
- あいつには渡さない（2018年12月、AbemaTV） - 矢場俊介 役[56]
- 花にけだもの 〜Second Season〜（2019年3月 - 4月、dTV・FOD） - 橘真人 役[57]
- 今際の国のアリス（2020年12月、Netflix） - 粟国杜園 / アグニ 役[58]
  - 今際の国のアリス シーズン2（2022年12月）[59]
- JAM -the drama-（2021年8月 - 10月、ABEMA） - 横山田ヒロシ 役[60]
- さらば、銃よ 警視庁特別銃装班（2023年4月 - 、Lemino） - 吉良恭太郎 役[61]
- 【推しの子】（2024年11月 - 12月、Amazon Prime Video） - 島政則 役[62]
- ドンケツ（2025年4月- 、DMM TV） - 金田寛乙 役[63]

### テレビ番組
- EXILE TRIBE 男旅（2014年5月 - 2023年、UHB）[64][65]

### ラジオ番組
- FMシアター 「Ｒ（ルート）３６」（2014年10月11日、NHK-FM）[66]
- SOUNDS OF STORY〜ASADA JIRO LIBRARY〜　「西を向く侍」（2014年11月15日、J-WAVE）[67]

### CM
- エステート24ホールディングス（2012年）
- 洋服の青山（2015年 - ）[68]
- 日清「カップヌードル」（2018年）[69]

### ミュージックビデオ
- AILI ft. VERBAL (m-flo)「Memories Again」（2010年）[70]
- 三代目J Soul Brothers「FIGHTERS -ROUND 1-」（2011年）

### アニメ
- ｢たたら侍｣×｢秘密結社鷹の爪｣コラボ映画予告映像（2017年） - 伍介 役[71]

### その他
- DEEP
  - 「白いマフラー（ストーリー編）」（2010年） - ナレーション[72]
  - 「白いマフラー（ストーリー完結編）」（2011年） - ナレーション
- 島根県観光プロモーション「ご縁の国しまね」（2015年6月 - 2018年6月） - イメージキャラクター[73]
- 日本コカ・コーラ「やかんの麦茶」ショートムービー（2025年） - アクション仮面 役[74]

## 作品
順位はオリコン週間ランキングの最高位

### シングル
|   | 発売日         | タイトル         | 順位 |
| - | -------------- | ---------------- | ---- |
| 1 | 2016年10月26日 | 泣いたロザリオ   | 7位  |
| 2 | 2017年6月7日   | そんなんじゃない | 14位 |
| 3 | 2017年11月29日 | Snow!            | 16位 |

### アルバム
|   | 発売日        | タイトル | 順位 |
| - | ------------- | -------- | ---- |
| 1 | 2019年7月17日 | IV       | 24位 |

### 参加作品
| 発売日         | 曲名                | 収録作品                                                           |
| -------------- | ------------------- | ------------------------------------------------------------------ |
| 2016年6月15日  | Maria               | V.A.『HiGH&LOW ORIGINAL BEST ALBUM』                               |
| 2021年9月15日  | 今夜 涙じゃ帰れない | 純烈「君がそばにいるから」                                         |
| 2021年10月16日 | キャモン！          | ABEMAオリジナルシリーズドラマ「JAM -the drama-」ミュージックカード |
| 2021年10月16日 | 儚                  | ABEMAオリジナルシリーズドラマ「JAM -the drama-」ミュージックカード |

### タイアップ
| 曲名           | タイアップ                                           |
| -------------- | ---------------------------------------------------- |
| 泣いたロザリオ | TBS系『ひるおび!』2016年10月度エンディングテーマ     |
| Snow!          | 洋服の青山「AOYAMA PRESTIGE TECHNOLOGY」CMソング     |
| HOME           | TBS系『王様のブランチ』2019年7月度エンディングテーマ |

### 写真集
| 発売日        | タイトル       | ISBN              |
| ------------- | -------------- | ----------------- |
| 2012年7月19日 | 月刊MEN 青柳翔 | 978-4-86205-873-7 |
| 2018年5月24日 | AOYAGI SHOW    | 978-4-344-03289-7 |

## ライブ
- 青柳翔 FIRST LIVE TOUR 〜IV〜（2019年）[78]
  - 9月5日：大阪・Zepp Namba
  - 9月9日：東京・Zepp DiverCity

## 受賞歴
- 第22回日本映画批評家大賞 新人男優賞（南俊子賞）『今日、恋をはじめます』[79]
- シネマ・オン・ザ・バイユー映画祭 長編部門・最優秀主演男優賞『たたら侍』（2017年）[80]